# Philodice mitchellii
Philodice mitchellii là một loài chim trong họ Trochilidae.